# Historia del Abencerraje y la hermosa Jarifa
La Historia del Abencerraje y de la hermosa Jarifa es una novela morisca escrita en el siglo XVI español. La novela es anónima, pero algunos estudiosos creen que su autor podría haber sido Jerónimo Jiménez de Urrea. La novela se conoce a través de diferentes versiones que datan entre 1561 y 1565, de las que la más pulida, acabada y completa se considera la incluida en el Inventario, miscelánea elaborada por Antonio de Villegas y que fue impresa en Medina del Campo en 1565.

## Datación
La historia debió componerse entre 1550 y 1560, y apareció por primera vez en una edición de Toledo de 1561, la edición Chrónica. Muy semejante a esta, pero impresa probablemente en Zaragoza, sin fecha, es la llamada edición Corónica. Una versión de la historia se encuentra en la edición de 1561 de Los siete libros de la Diana de Jorge de Montemayor.
Posterior es, pues, la versión incluida en el Inventario de Antonio de Villegas (1565), y de la que hay un ejemplar (R-2159) en la Biblioteca Nacional de España.
A estas habría que añadir una cuarta, en forma de manuscrito, "Historia del moro", versión muy reducida y de fecha de composición desconocida.

## Argumento
Esta breve novela relata la historia del moro Abindarráez y el cristiano Rodrigo de Narváez. La acción discurre entre 1410 y 1424, unos ciento cincuenta años antes de que se escribiese la historia. En aquella época, Juan II reinaba en Castilla en  un momento de relativa paz después de la toma de Antequera por el infante Fernando y antes de que se retomase la conquista de Granada por Isabel la Católica.
El moro Abindarráez, noble y heroico Abencerraje granadino, se dirige a casarse en secreto con la hermosa Jarifa. No obstante, en el camino se encuentra con Don Rodrigo de Narváez, alcalde cristiano de Antequera y Álora. Luchan en combate singular, y ambos se demuestran valientes; sin embargo, debido a que el cristiano "venía de refresco" y el moro estaba cansado y herido por haberse batido anteriormente con los escuderos del Narváez, Abindarráez pierde y cae prisionero.
El prisionero le cuenta su historia a su vencedor: que es "Abindarráez el moro, de los Abencerrajes de Granada". Le dice que está enamorado de la hermosa Jarifa, pero esos amores son contrariados por el padre de ella. También añade que ella le había mandado aviso de que fuera a visitarla a Coín, que su padre se había ido a Granada, y hacia allá iba, de Cártama a Coín, a casarse con ella, cuando cayó prisionero del cristiano.
Entonces Rodrigo de Narváez, "espantado y apiadado", le ofrece ponerle en libertad para que pueda ir a casarse con Jarifa si le promete regresar a su prisión al tercer día. Abindarráez se lo promete y Rodrigo le deja marchar. Ese mismo día el moro llega a Coín y se casa con Jarifa. A la mañana siguiente, apenado, le cuenta a su recién desposada que debe marcharse como ha prometido. Ella intenta convencerle para que no se vaya, diciendo que envíe a cambio un rescate, que seguramente Rodrigo de Narváez quedará satisfecho de este modo. 
Pero Abindarráez se niega y le dice que debe regresar, a lo que ella responde que "nunca Dios quiera que, yendo vos a ser preso, quede yo libre, pues no lo soy", por lo que deciden entonces marchar juntos a Álora. Por el camino topan con un hombre que les cuenta una historia para probar la honradez de Rodrigo de Narváez —la "historia de la dama de Antequera": cómo Rodrigo deseaba a una dama casada y, cuando ella al fin se enamoró de él, Rodrigo la rechazó al advertir que el enamoramiento de ella se debía a los elogios del marido, prefiriendo respetar la honra de este a satisfacer sus propios deseos. 
Llegados de nuevo a poder de Rodrigo de Narváez, este intercede ante el rey de Granada para que el padre de Jarifa los perdone y los deja marchar mostrando una vez más su magnanimidad inigualable.

## Personajes
Tres son los principales personajes de la obra:
Rodrigo de NarváezCristiano. Es presentado como un valiente soldado que destacó en la toma de Antequera. Quedó como alcaide de la plaza, concediéndole igualmente la de Álora. Es el prototipo de caballero cristiano: esforzado y heroico en la lucha, virtuoso como administrador, generoso hacia el vencido y además, capaz de superar sus propias flaquezas al negarse a tomar a la mujer que ama por no ofender al marido de ella.
AbindarráezMoro del linaje de los Abencerrajes. Está presentado en la novela con todos los rasgos característicos del moro idealizado en las novelas moriscas: es gentil, hermoso y noble, viste una rica indumentaria y, además de ser valiente en la lucha, es un enamorado abnegado y ejemplo de rectitud moral: ha de cumplir su palabra, aunque ello signifique separarse de su amada, cumpliendo así no tanto con la palabra dada a Narváez, sino con lo que se espera de un hombre de su linaje.
JarifaLa mujer musulmana, está retratada con menos detalle. Es, como ordenan las convenciones del género, noble y bella. Una vez que decide casarse con Abindarráez, es esforzada y valiente. Así, nos sorprende en su papel activo y decidido: propone como primera solución a la partida de su recién estrenado esposo, pagar un rescate poniendo a disposición de este los tesoros de su padre. Al explicarle Abindarráez que no puede comportarse así, no duda en acompañarlo al cautiverio, compartiendo así su destino.

## Temas
El tema dominante de esta obra es la generosidad con el vencido. Medir la grandeza de un general por su generosidad respecto a aquellos que ha derrotado es un tema de la literatura clásica, como se ve en la actitud de Alejandro Magno frente a las esposas de Darío o en el episodio de la toma del castillo de Castejón del Cantar de Mio Cid.
También es importante el tema amoroso, cómo el amor vence los obstáculos, primero del padre de Jarifa, después de la prisión del Abencerraje.
Para finalizar, no olvidemos el tema heroico, entendido aquí en su doble vertiente militar y ética.

## Estilo
Se ha considerado como una "pequeña joya". Su estilo se describe como natural, de buen gusto, sencillo y elegante a la vez. Su sintaxis está bien equilibrada, concisa sin ser brusca, evitando el recurso al hipérbaton. Léxico natural y sencillo, con un uso moderado de epítetos y con términos bélicos que nos remiten al sufrimiento por amor. Los recursos retóricos son propios de Renacimiento, época en la que se enmarca.

## Influencias
Es la primera de las novelas moriscas. El éxito y brevedad de la obra hizo que se incluyese, desde 1561, tras el cuarto libro de la Diana de Jorge de Montemayor. También clave en esta interpolación es el papel que juega el libre albedrío en ambas obras, y máxime por ser la desdichada Felismena la que cuenta los amores de Abindarráez y Jarifa dentro de la Diana. Novelas posteriores del mismo género fueron las de Ozmín y Daraja (1599) y las Guerras civiles de Granada  (1595). La historia fue reelaborada dramáticamente por Lope de Vega en El remedio en la desdicha (1596). Juan de Timoneda, Sebastián de Covarrubias y Miguel de Cervantes alabaron esta obra. 
A finales del siglo XVIII y principios del XIX, con el advenimiento del Romanticismo, se revalorizó la figura del moro en la literatura tanto española como europea. Recordemos la obra Aben Humeya, de Martínez de la Rosa o Le dernier abencerage, de Chauteaubriand. 